# Fort Harrouard
Fort Harrouard est un site préhistorique situé sur la commune de Sorel-Moussel, en Eure-et-Loir, à environ 80 km de Paris. Il a été occupé du Néolithique moyen jusqu'au second Âge du fer (La Tène), et occasionnellement jusqu'au Haut Moyen Âge.

## Historique
Fort Harrouard a été fouillé une première fois au cours de la première moitié du XXe siècle par l'abbé Philippe, qui en a fait une description assez complète sans avoir exploré la totalité du site. Il trouva de nombreux vestiges archéologiques mais une seule sépulture, datée de l’Âge du fer, contenant des éléments de char, dite tombe à char, sur le côté ouest du site.
Les fouilles ont été reprises de 1983 à 1988 par Jean-Pierre Mohen et Alain Ville. Ils ont exploité ce qu'avait fait l'abbé Philippe et ils ont complété l'étude du puits et du rempart.

## Description
Le site est une longue colline défendue sur plusieurs côtés par la pente naturelle, et bordée par l'Eure sur son flanc ouest. Sur le côté nord dépourvu de pente, le système défensif est constitué d'un talus précédé d'un fossé profond de 9 m qui barrait l'accès nord sur une longueur de 260 m. Une palissade de pieux enfoncés dans ce talus de craie et d'argile à silex devait compléter le rempart, d'après les traces de ce que l'on pense être des trous de poteaux de 25 à 30 cm de diamètre, découverts lors des fouilles en 1987-88.
C'est à l'extrémité ouest du fossé que se trouvait l'entrée probable du camp retranché, accessible par un étroit chemin à flanc de coteau qui le contournait d'est en ouest.

## Conservation
Une grande partie des vestiges archéologiques découverts sur le site sont conservés au musée d'Archéologie nationale, à Saint-Germain-en-Laye. Le musée Marcel Dessal, à Dreux (Eure-et-Loir), conserve des poteries trouvées sur le site.

## Protection
Le site a été classé au titre des monuments historiques par arrêté du 10 juillet 1934.